# Sante Graciotti
Sante Graciotti (Osimo, 1º dicembre 1923 – Roma, 18 ottobre 2021) è stato un filologo e slavista italiano.

## Biografia
Già padre francescano dell'Ordine dei Frati minori, studiò Filologia italiana all'Università Cattolica del Sacro Cuore di Milano, poi proseguì alla Sapienza di Roma come studente di Slavistica, sotto la guida di Giovanni Maver. Nel 1976 divenne direttore dell'Istituto di filologia slava a Roma. Dal 1979 era membro del Comitato internazionale degli slavisti. Fu uno dei fondatori dell'Associazione italiana degli slavisti.
Divenne professore emerito di Filologia slava all'Università La Sapienza di Roma, dopo aver anche insegnato a Milano (Università Cattolica del Sacro Cuore). Ricevette la laurea honoris causa dell'Università Jagellonica (1986), di Breslavia (1989) e di Varsavia (1998). Dal 1991 era membro esterno dell'Accademia polacca delle scienze a Varsavia.

## Opere (selezione)
- 1959 – Il vecchio e il nuovo nel "Pan Podstoli" di Krasicki
- 1962 – Attorno a "Polak w Paryżu"
- 1962 – Sulla biblioteca di Krasicki
- 1967 – Alcune considerazioni sul contributo padovano alla novita ... di J. Kochanowski
- 1968 – Le "frasche" e le "fraszki" da Padova alla Polonia
- 1968 – Krasicki et la culture de son temps
- 1970 – Piotr Kochanowski w polskim oświeceniu
- 1972 – Utopia w dziełach I. Krasickiego
- 1973 – Patriottismo e valori uniwersali nella letteratura polacca
- 1973 – Il nunzio Durini e la Polonia letteraria del tempo di Stanislao Augusto
- 1967 – Inwentarz biblioteki Ignacego Krasickiego z 1810 r.
- 1975 – Konfederaci barscy i nieznane wiersze łacińskie A. M. Duriniego
- 1977 – L'antemurale polacco in Italia tra Cinquento e Seicento
- 1977 – Naruszewicz i Durini
- 1978 – Utopia w literaturze polskiego oświecenia
- 1980 – Italia, Venezia E Polonia Tra Medio Evo E Età Moderna
- 1980 – L'eredita Classica in Italia E Ungheria Fra Tardo Medioevo E Primo Rinascimento
- 1986 – Cultura E Nazione in Italia E Polonia Dal Rinascimento All'illuminismo
- 1990 – La Dalmazia E L'altra Sponda: Problemi Di Archaiologhia Adriatica [atti Del Convegno in Memoria Di Massimiliano Pavan]
- 1991 – Il Battesimo Delle Terre Russe: Bilancio Di Un Millennio
- 1992 – ''Il Libro Nel Bacino Adriatico: Secc. XV-XVIII
- 1994 – Italia E Ungheria All'epoca Dell'umanesimo Corviniano
- 1995 – Spiritualità e Lettere nella Cultura Italiana e Ungherese del Basso Medioevo
- 1995 – La Nascita Dell'Europa per Una Storia delle idee fra Italia e Polonia
- 2001 – Puskin Europeo
- 2005 - Il petrarchista dalmata Paolo Paladini e il suo canzoniere (1496)